# Циститис
Циститис je упала бешике. У већини случајева до упале долази због инфекције која је изазвана од стране бактерија Ешерихија коли али се може десити и као одговор организма на лекове против рака или радиотерапију. Инфекција је присутнија код жена него код мушкараца због анатомске грађе уретре. Циститис мора брзо да се лечи како неби дошло до миграције патогена у бубрезима.

## Физиопатологија
Сваки бубрег је одговоран за прочишћавање крви. Отпади се сливају у бешику која се празни током мокрења. Пражњењем се отклањају бактерије присутне у бешици или уретри. Због тога се саветује особама са уринаром инфекцијом да пију што више воде.

## Лечење
Циститис мора брзо да се лечи како не би дошло до миграције патогена у бубреге и изазове пијелонефритис. Сексуални односи нису препоручљиви током инфеције како би опоравак био бржи. Лечење се базира на антибиотицима, спазмолитицима и антиинфламаторима. Лечење  је дуго и особама се препоручује да пију 2 литре воде на дан како би елиминисали бактерије.